# 李成贵
李成贵（1966年9月—），河北张北人，汉族，中华人民共和国政治人物，现任北京市农林科学院院长。
加入中国民主同盟，担任民盟中央委员、中国社会科学院农村发展研究所农村政策研究室主任。2008年，当选第十一届全国政协委员，代表中国民主同盟，分入第五组。并担任提案委员会专委。2018年1月，当选第十三届全国政协委员。